# Paphinia posadarum
Paphinia posadarum är en orkidéart som beskrevs av Dodson och Rodrigo Escobar. Paphinia posadarum ingår i släktet Paphinia och familjen orkidéer. Inga underarter finns listade i Catalogue of Life.